# Port of Seven Seas
Port of Seven Seas is een Amerikaanse dramafilm uit 1938 onder regie van James Whale. Het scenario is gebaseerd op drie toneelstukken van de Franse auteur Marcel Pagnol. Destijds werd de film in Nederland uitgebracht onder de titel De kroegbaas.

## Verhaal
In de haven van Marseille wordt Madelon verliefd op de matroos Marius. Wanneer hij drie jaar de zee op moet, laat hij enkel maar een afscheidsbrief achter voor zijn geliefde. Zij ontdekt later dat ze zwanger is van Marius. Ze trouwt met een andere man, omdat ze niet als alleenstaande moeder door het leven wil gaan. Vervolgens keert Marius terug en hij ontdekt dat hij een zoon heeft.

## Rolverdeling
| Acteur             | Personage             |
| ------------------ | --------------------- |
| Wallace Beery      | Cesar                 |
| Frank Morgan       | Panisse               |
| Maureen O'Sullivan | Madelon               |
| John Beal          | Marius                |
| Jessie Ralph       | Honorine              |
| Cora Witherspoon   | Claudine              |
| Etienne Girardot   | Bruneau               |
| E. Alyn Warren     | Kapitein Escartefigue |